# Abraxas sinimartaria
Abraxas sinimartaria är en fjärilsart som beskrevs av Eugen Wehrli 1935. Abraxas sinimartaria ingår i släktet Abraxas och familjen mätare. Inga underarter finns listade i Catalogue of Life.